# Aggius
Aggius – miejscowość i gmina we Włoszech, w regionie Sardynia, w prowincji Sassari. Graniczy z Aglientu, Bortigiadas, Tempio Pausania, Trinità d’Agultu e Vignola, Viddalba.
Według danych na rok 2004 gminę zamieszkiwało 1638 osób, 19,7 os./km².